# Santissima Annunziata, Firence
Basilica della Santissima Annunziata (Bazilika Najsvetejšega oznanjenja) je rimskokatoliška manjša bazilika zgrajena v renesančnem slogu v Firencah v Toskani v Italiji. Velja za matično cerkev servitskega reda. Stoji na severovzhodni strani trga Piazza Santissima Annunziata v bližini centra mesta.

## Zgodovina
Cerkev je leta 1250 ustanovilo sedem prvotnih članov Servitskega reda (uradno znan kot red Marijinih služabnikov). Leta 1252 je brat Bartolomeo po naročilu servitskih menihov začel slikati Marijino oznanjenje. Pravijo, da je obupal nad tem, da bi lahko naslikal devico z dovolj lepim obrazom, in ko je zaspal, je bila slika dokončana.
Ta čudež je pripisal angelu. Slika, ki je danes v cerkvi, je pridobivala vse večje spoštovanje, tako da je družina Gonzaga iz Mantove leta 1444 financirala posebno tribuno. Sprva je bil za njeno gradnjo izbran Michelozzo, ki je bil brat servitskega priorja, a ker je Ludovico III. Gonzaga posebno občudoval Leona Battista Albertija, je ta slednji arhitekt dobil naročilo leta 1469. Albertijeve zasnove so bile omejene s predhodnimi obstoječimi temelji. Gradnja je bila končana leta 1481, po Albertijevi smrti. Čeprav je bila stavba v 17. stoletju baročno prenovljena, je še vedno razvidna osnovna shema kupolastega krožnega prostora, ki ga obdajajo oltarne niše.
Pročelje cerkve je leta 1601 dodal arhitekt Giovanni Battista Caccini, ki posnema renesančni slog Brunelleschijeve fasade bolnišnice Ospedale degli Innocenti, ki opredeljuje vzhodno stran trga. Stavba nasproti bolnišnice, ki jo je zasnoval Sangallo starejši, je v 1520-ih letih dobila tudi bruneleskovsko fasado.

## Čaščenje
Romarji, ki so prišli v cerkev, da bi častili čudežno sliko, so pogosto puščali voščene votivne darove, veliko jih je bilo modelov darovalca v naravni velikosti (včasih skupaj s konji). Leta 1516 je bil za te figure zgrajen poseben atrij, Chiostrino dei Voti. Do poznega 18. stoletja je bilo teh podob približno šeststo in so postale ena od velikih mestnih turističnih znamenitosti. Leta 1786 pa so jih vse pretopili, da bi naredili sveče.
Papež Aleksander VI. se je v zahvalo za preživetje Rima po francoski okupaciji poklonil in cerkvi podaril srebrno podobo.
Florentinske neveste tradicionalno obiščejo svetišče, kjer pustijo svoje šopke.

## Notranjost
V to cerkev se vstopa iz Chiostrino dei Voti. Baročna dekoracija notranjosti cerkve se je začela leta 1644, ko je Pietro Giambelli poslikal strop z Vnebovzetjem kot osrednjim delom po načrtih Baldassareja Franceschinija.
V 1. kapeli desno je Marija v slavi avtorja Jacopa da Empolija, stene pa je poslikal Matteo Rosselli. V 5. kapeli na desni je spomenik Orlandu de' Medici (1456) Bernarda Rossellina. Desni transept ima majhno stransko kapelo, Pietà (1559) Baccia Bandinellija krasi njegovo grobnico.
Kor, znan kot Rotonda obdajajo kapele, sta med letoma 1444–76 zasnovala Michelozzo in Alberti. Med kapelami je opazna peta (poravnana z osjo ladje), ki ima za grob Giambolognino Rrazpelo (1594–1598) s kipi »Aktivnega in kontemplativnega življenja« njegovega učenca Francaville, svetnikov in angelov Pietra Tacca  in freske Bernardina Poccettija. Naslednja kapela ima Bronzinovo Vstajenje (1548–52) s kipom svetega Roka, ki ga pripisujejo Veitu Stossu. Naslednja kapela ima Madono s svetniki, ki jo je naredil Peruginov privrženec.
V šesti kapeli levo od ladje so sv. Ignacij, Erazem in Blaž, delo Raffaellina del Garba; naslednja kapela ima eno od plošč oltarne slike Vstajenje (1507) avtorja Perugina, ki je bila nekoč na glavnem oltarju cerkve (Snemanje s križa, ki ga je začel Filippino Lippi, je zdaj v Gallerie dell'Accademia, Benetke, medtem ko so druge plošče razdeljene med druge zbirke na svetu). Oltarna slika naslednje kapele ima  Sv. Trojico s svetim Hieronimom in dvema svetnikoma (ok. 1455) Andrea del Castagno, ki je naslikal tudi stensko poslikavo Vizija sv. Julijana v naslednji kapeli, imenovani Feronijeva kapela. To kapelo je leta 1692 v baročnem slogu dodelano okrasil Gianbattista Foggini. Prva kapela levo od vhoda ima tabernakelj Marijinega oznanjenja (1448–52) Michelozza in kiparja Pagna di Lapa Portigianija.
Orgle, ki jih je zgradil Domenico Di Lorenzo da Lucca v letih 1509-1521, so najstarejše v Firencah in tretje najstarejše v Italiji. V cerkvi je grob italijanske pisateljice Marije Valtorte. V cerkvi je slikarki Giovanni Tacconi Messini njen mož po njeni smrti postavil spomenik.

## Križni hodnik
Chiostrino dei Voti je zasnoval Michelozzo. Baldovinetti je naslikal prvo luneto v križnem hodniku v ok. 1460. Približno leta 1476 je Rosselli začel cikel, posvečen takratnemu blaženemu Filippu Benizziju, petemu generalnemu priorju služabnikov, ki ga je nato (1509-1510) dokončal Andrea del Sarto.
| Mesto                  | Delo                           | Datum     | Slikar              |
| ---------------------- | ------------------------------ | --------- | ------------------- |
| prva desno             | Vnebovzetje                    | 1513-1514 | Rosso Fiorentino    |
| druga desno            | Obiskovanje                    | 1516      | Pontormo            |
| tretja desno           | Marijina poroka                | 1513      | Franciabigio        |
| četrta desno           | Marijino rojstvo               | 1513-1514 | Andrea del Sarto    |
| peta desno             | Potovanje Treh kraljev         | 1511      | Andrea del Sarto    |
| 1.-5. levo             | Življenje sv. Filippa Benizija | 1509-1510 | Andrea del Sarto    |
| šesta levo             | Življenje sv. Filippa Benizija | 1476      | Cosimo Rosselli     |
| Levo od vhoda v cerkev | Rojstvo Jezusa                 | 1460-1462 | Alesso Baldovinetti |

Drugi križni hodnik, znan kot Chiostri dei Morti, vsebuje znamenito Madonno del Sacco (1525), delo del Sarta. Capella di San Luca, ki se odpira ob njej, pripada bratovščini umetnikov ali Accademia delle Arti del Disegno od leta 1565. V njenem oboku so pokopani številni umetniki, med njimi Benvenuto Cellini, Pontormo, Franciabigio, Giovanni Angelo Montorsoli in Lorenzo Bartolini. V notranjosti je Pontormova Sveta družina (ok. 1514), naslikana za cerkev sv. Ruffilla in freske Alessandra Allorija Sv. Trojica; Vasari Sveti Luka slika Madono in Santi di Tito Salomon vodi gradnjo jeruzalemskega templja. Deset velikih štukaturnih figur so izdelali Vincenzo Danti, Montorsoli in drugi.
Večji del samostana Santissima Annunziata je danes sedež Istituto Geografico Militare (IGM). Leta 2007 je skupina v zahodnem delu samostana, ki ga zaseda Istituto, našla monumentalno stopnišče Michelozza, ki je bilo prej skrito, Oznanjenje, pripisano Paolu Uccellu in nekaj fresk "Grottesche" Morta da Feltre